# Josh Wagenaar
Joshua Frederick „Josh“ Wagenaar (* 26. Februar 1985 in Grimsby, Ontario) ist ein ehemaliger kanadischer Fußballtorhüter und aktueller Torwarttrainer.

## Vereinskarriere
Wagenaar, der auch einen niederländischen Pass besitzt, unterschrieb im Frühjahr 2006 beim niederländischen Erstligisten ADO Den Haag. Die ersten Monate spielte er noch für das Amateurteam, im Sommer 2006 rückte er in den Profikader auf. In seiner ersten Profisaison kam er zu fünf Einsätzen und war beim Abstieg einer von fünf eingesetzten Torhütern. Nach einem weiteren halben Jahr in der zweiten Spielklasse, in der er nicht zum Einsatz kam, verließ er den Klub. Im April 2008 unterschrieb er einen Vertrag beim dänischen Erstligaklub Lyngby BK – bei dem er schon in der Winterpause zum Probetraining war – als Ersatzkeeper hinter Rune Pedersen und Vertretung für den verletzten Thomas Seidelin. Schon am Saisonende, etwas mehr als einen Monat später, verließ er den Klub wieder.
In der Sommerpause 2008 absolvierte Wagenaar Probetrainings bei den englischen Drittligisten Leeds United und Yeovil Town und erhielt schließlich bei Yeovil einen Ein-Jahres-Vertrag. Die ersten drei Monate war er hinter seinem Landsmann Asmir Begović, den Yeovil vom FC Portsmouth ausgeliehen hatte, noch Ersatztorhüter, ab November 2008 wurde er Stammtorhüter des Klubs.
Im Sommer 2009 wechselte Wagenaar ablösefrei zum FC Falkirk in die Scottish Premier League und beendete hier im Mai 2010 seine aktive Karriere.

## Nationalmannschaft
Wagenaar nahm mit der kanadischen U-20-Auswahl an der Junioren-WM 2005 in den Niederlanden teil und absolvierte beim Vorrundenaus alle drei Partien. Zwei Jahre zuvor stand er auch bei der Junioren-WM 2003 im Aufgebot, blieb aber hinter Alim Karim beim überraschenden Viertelfinaleinzug ohne Einsatz.
Bereits 2005 wurde Wagenaar erstmals in die kanadische A-Nationalmannschaft berufen, sein Länderspieldebüt gab er im November 2006 in einem Freundschaftsspiel gegen Ungarn.
Im März 2008 spielte er mit der Olympiaauswahl (U-23) das Qualifikationsturnier für die Olympischen Spiele 2008 in Peking, durch eine 0:3-Niederlage im Halbfinale verpasste man aber das Finale und die damit verbundene Qualifikation.
Drei Jahre nach seinem Debüt in der Nationalmannschaft, stand er im Rahmen des CONCACAF Gold Cups 2009 für 45 Minuten im Spiel gegen Guatemala auf dem Feld.

## Trainerkarriere
Nach dem Ende seiner Karriere ging er im August 2010 an die Graceland University und wurde Trainer des Frauen und Männer Soccer Team's Yellowjackets. Er übte den Job als Torwarttrainer der Graceland Yellowjackets drei Jahre aus, bevor er im Sommer 2013 als Co-Trainer der Frauen an die Louisiana Tech University ging.